# Yamanouchi (Klan)

Wappen der Tosa-Yamauchi (Eichenblätter im Kreis).

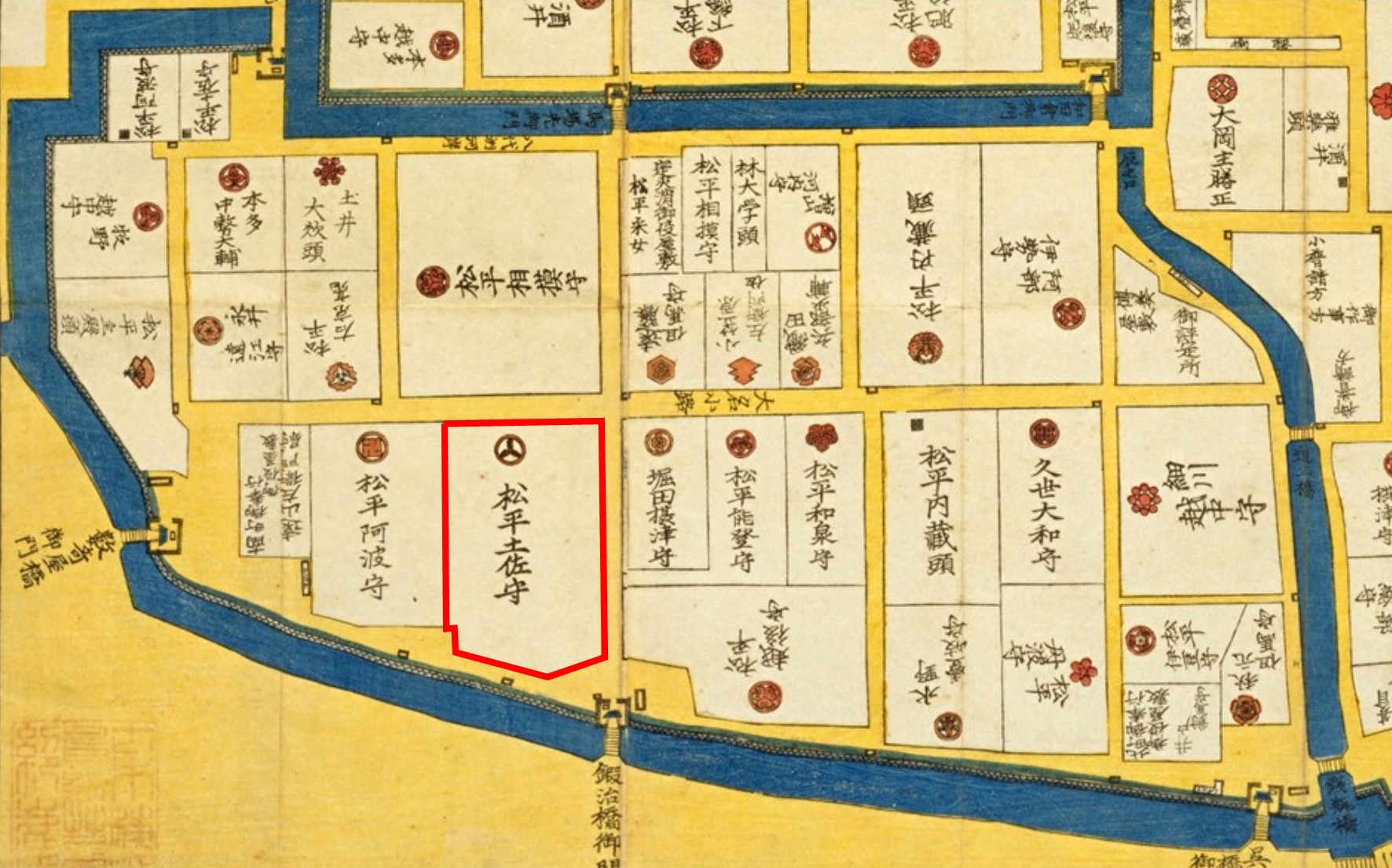
Yamanouchi-Residenz (heute Yurakuchō).

Die Yamanouchi bzw. Yamauchi (japanisch 山内氏, Yama(no)uchi-shi) waren eine Familie des japanischen Schwertadels (Buke), die sich von Fujiwara no Hidesato ableitete. Mit einem Einkommen von 242.000 Koku gehörten die in Kōchi (Präfektur Kōchi) residierenden Yamanouchi zu den großen Tozama-Daimyō der Edo-Zeit.

## Mitglieder der Familie
- Toshimichi (俊道), Hidesatos Nachkomme in der 10. Generation, war der erste, der den Namen Yamanouchi annahm.
- Moritoyo (盛豊) verfügte im 16. Jahrhundert über die Burgen Iwakura und Kuroda in der Provinz Owari.
- Kazutoyo (一豊, 1546–1605), Moritoyos Sohn, begann mit 13 Jahren seinen Dienst bei Oda Nobunaga. Toyotomi Hideyoshi gab ihm 1582 das Lehen von Takahama in der Provinz Wakasa, 1585 die Burg Nagahama in Ōmi und den Titel Tsushima no kami. 1590 wurde er nach Kakegawa (Tōtōmi) mit einem Einkommen von 50.000 koku versetzt. Danach schloss er sich Tokugawa Ieyasu an, der ihm 1600 nach der Schlacht von Sekigahara die Provinz Tosa mit 242.000 koku übertrug.
- Toyoshige (豊信), 1827–1872), bzw. Yōdō (容堂, nahm eine führende Rolle beim Sturz des Shogunats ein. Er war der Erste, der auf Anregung von Gotō Shōjirō (1838–1897) an den Shogun schrieb, er möge zurücktreten und das Land wieder dem Tennō überlassen. Toyoshige bekleidete verschiedene Ämter in der neuen Regierung nach der Meiji-Restauration. Die Familie führte dann den Titel Tosa no kami.

### Zweiglinien
Es existierten zwei Zweiglinien, die nach 1868 den Titel (Kazoku), also Vizegraf bzw. Baron erhielten.